# Союз украинской националистической молодёжи
Союз украинской националистической молодёжи (укр. Союз Української Націоналістичної Молоді) — украинская молодёжная организация, действовавшая в Польше в период между двумя мировыми войнами.
Была создана в 1926 с целью идеологического воспитания украинской молодёжи и вовлечения её в активную политическую деятельность.
Руководителем Союза стал редактор газеты «Смолоскип» Олег Боднарович. В руководство организации также входили Иван Габрусевич, Микола Добрянский-Демкович, Богдан Кравцив, Степан Ленкавский.
В 1929 Союз вошёл в состав ОУН.